# Mantaray
Pour le film dramatique franco-sino-thaïlandais de 2018, voir Manta Ray.
Albums de Siouxsie
Hái!
(2003)
The Creatures
Mantaray est le premier album solo de Siouxsie. Le disque est sorti en France le 8 octobre 2007 chez Az / universal, un mois après sa parution en Grande-Bretagne.
Le disque a reçu un bon accueil critique en 2007. Le site Pitchfork écrit dans sa chronique que cet album est « sans aucun doute, un succès ».
Les textes des chansons sont « plus directs »: ils parlent aussi de « la période de désillusion » que Siouxsie a traversée, pendant laquelle elle ne savait plus si elle voulait « continuer à évoluer dans le monde de la musique. C'est là que j'ai écrit Loveless et Into a Swan. Je réfléchissais à l'idée de rester dans l'ombre et écrire simplement pour d'autres artistes. Mais quand j'ai achevé Into a Swan, j'ai su que je voulais interpréter cette chanson et non pas la donner à quelqu'un d'autre. ».
Le nom de l'album Mantaray évoque « le poisson sous la mer (la raie Manta), mais aussi quelque chose du futur, de l'espace dans le ciel : les deux mondes mélangés ». Pour la promotion de l'album en France, Siouxsie et les musiciens qui ont participé à l'album, jouent le titre Into a Swan sur France Télévisions. Lors d'une interview diffusée à la télévision française, elle parle de « renaissance ».
Mantaray est réédité en vinyle rouge ainsi qu'en vinyle noir, et également en format CD en juillet 2023 dans une version remasterisée.

## Liste des titres
1. Into a Swan
2. About to Happen
3. Here Comes That Day
4. Loveless
5. If It Doesn't Kill You
6. One Mile Below
7. Drone Zone
8. Sea of Tranquility
9. They Follow You
10. Heaven and Alchemy